# Santa Croce (Florencie)
Bazilika Santa Croce (sv. Kříže) je místem posledního odpočinku mnoha významných florenťanů, například Michelangela, Galilea Galileiho, Machiavelliho či Rossiniho.

## Poloha
Bazilika stojí v čele Piazza di Santa Croce, ve východní části městského centra Florencie.

## Historie
Komplex budov stojí na místě kostela založeného roku 1222 františkánským řádem. Roku 1294 byl položen základní kámen stavby Santa Croce. Architektem byl Arnolfo di Cambio. Příčná loď a chór byly dokončeny ve velmi krátké době. Zbytek stavby do roku 1385 a fasádu kostela dokončil až v 50. letech 19. století architekt Niccolo Matas. Neogotická zvonice z roku 1842 nahradila původní, která byla zničena roku 1512 bleskem. Na rohu budovy na náměstí stojí socha Dante Alighieriho od Enrika Pazziho z roku 1865.

## Interiér
Stavba je trojlodní s transeptem. Strop nemá klenbu; tvoří jej trámy nesoucí konstrukci střechy. Podél stěn je mnoho skvostných náhrobků a kaplí. Uprostřed hlavní lodi na pravé straně je kazatelna z let 1434 až 1435.
Velice důležitá je výzdoba kaple Bardiů a Peruzziů, vytvořená Giottem di Bondone (1277-1337). V kapli Bardiů se jedná o vyobrazení Smrti sv. Františka (v jehož levé části jsou zobrazeni 2 členové rodiny Bardi).

### Náhrobky
- náhrobek Galilea Galileiho byl vytvořen roku 1737 G.Battistem Fogginim
- náhrobek Lorenza Ghibertiho a jeho synů Vittoria a Lorenza
- náhrobek Carla Marsuppiniho od Desideria da Settignana z roku 1453
- náhrobek Michelangela Buonarrotiho od Giorgia Vasariho z roku 1570 se sochami Malířství, Architektury a Sochařství
- náhrobek Niccolò Machiavelliho od Innocenza Spinazziho z roku 1787
- náhrobek Leonarda Bruniho od Bernanda Rosselina z let 1446 až 1447; mramor o rozměrech 610 x 328 cm.

Dále jsou v objektu pohřbeni: Enrico Fermi, Guglielmo Marconi, Gioacchino Rossini, Raffaello Morgheni, Giovanni Gentile, Ugo Foscolo, Šarlota Bonapartová, Lorenzo Bartolini, Eugenio Barsanti, Vittorio Alfieri, Leon Battista Alberti.

### Kaple

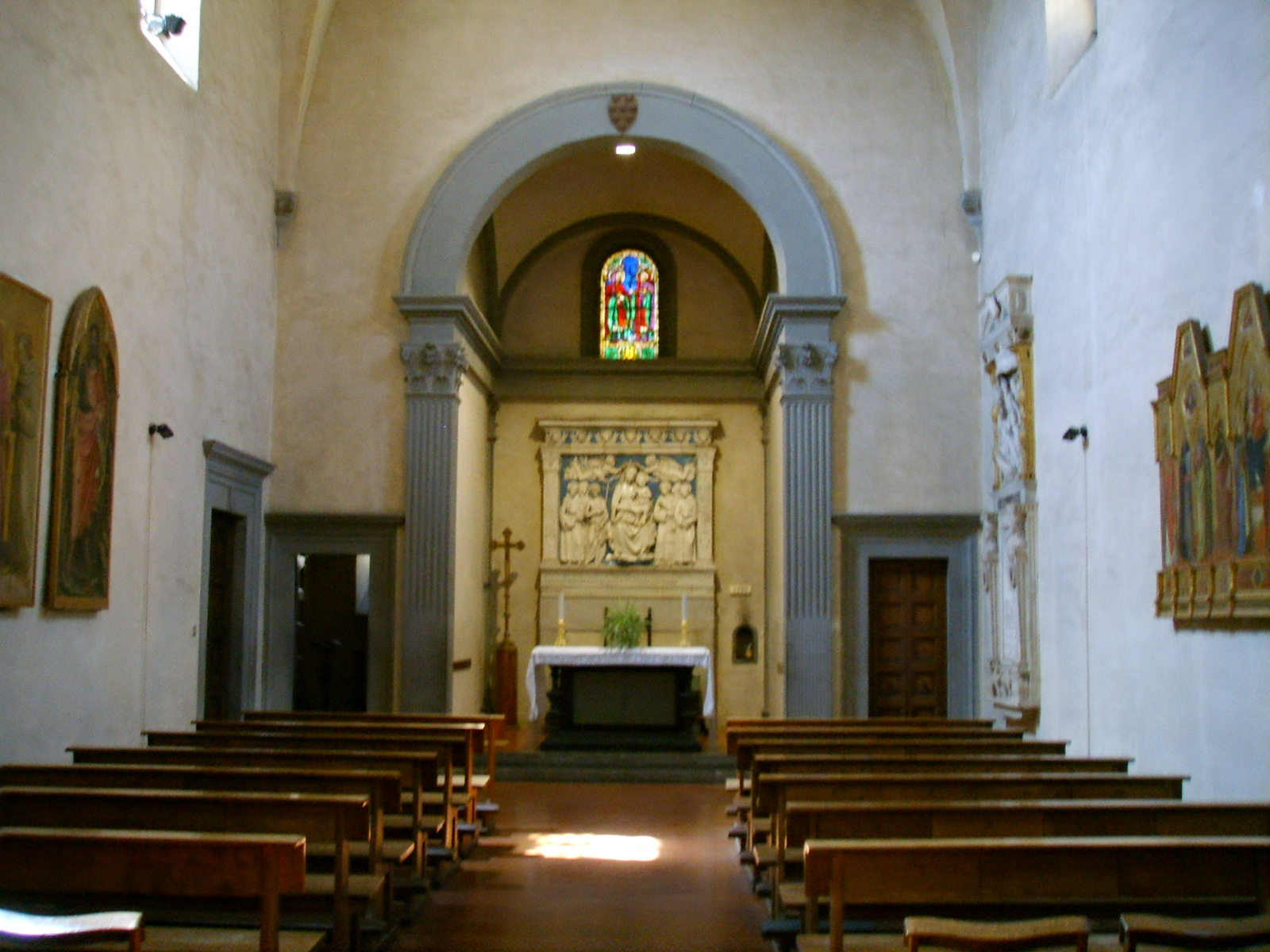
Kaple Medicejských

- Cappella Maggiore – tato kaple za hlavním oltářem je vyzdobena freskami ze 14. století Agnola Gaddiho; zobrazují legendu o Svatém kříži.
- Cappella Bardi a cappella Peruzzi se nacházejí na levé straně od oltáře; jsou vyzdobeny Giottovými freskami. V kapli Bardiů jsou to scény ze života Jana Evangelisty a Jana Křtitele z roku 1320. V kapli Peruzziů je to legenda o svatém Františkovi z let 1320 až 1330.
- Cappella Bardi di Verri v levé části transeptu je zdobena freskami z roku 1340 od Masiho di Banca.
- Cappella Baroncelli a cappella Castellani v pravé části transeptu s freskami Taddea Gaddiho.
- Cappella Medici se nachází vedle sakristie a vybudoval ji Michelozzo v letech 1434 až 1435.

## Kaple Pazziů

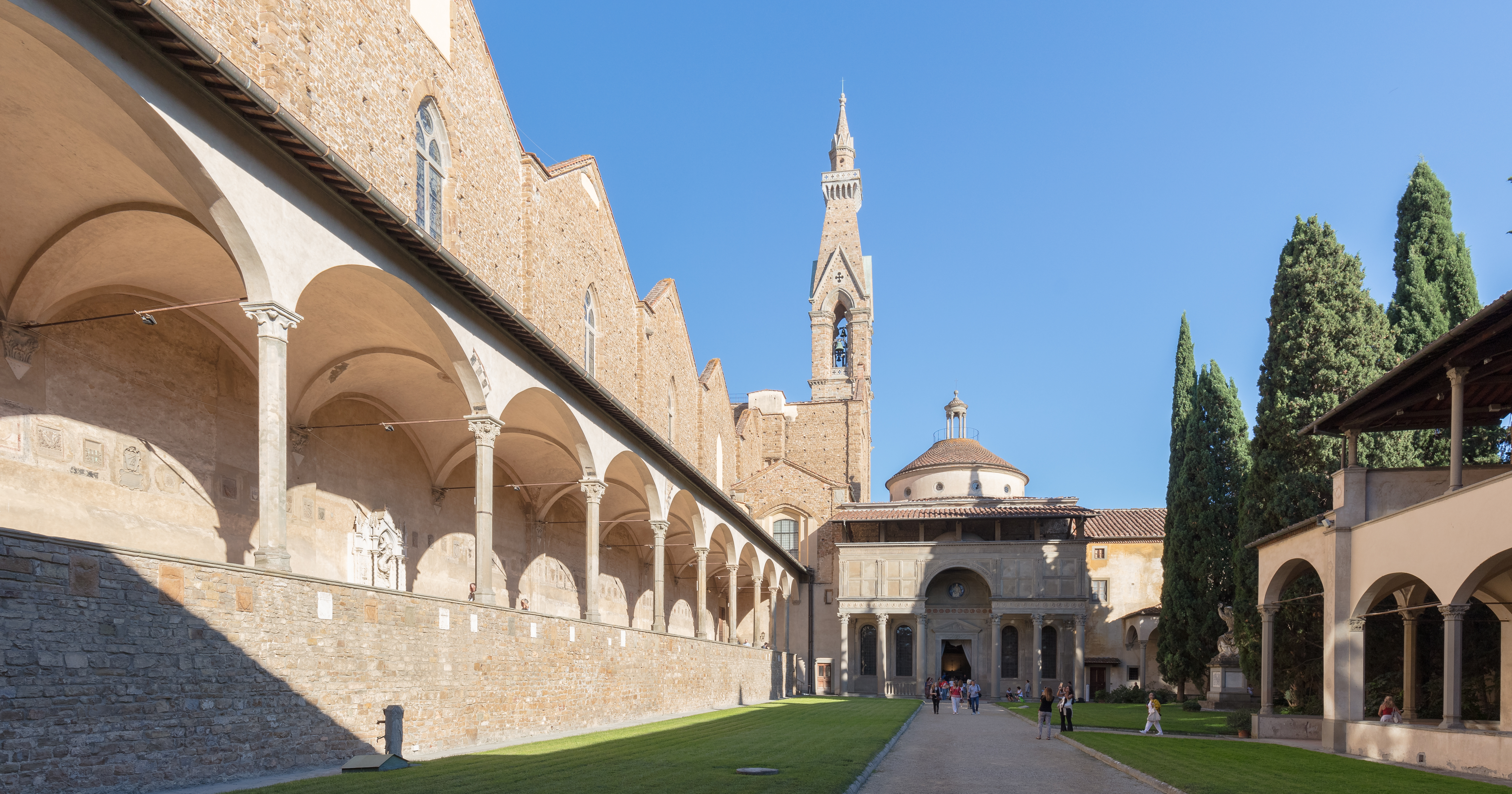
Kaple Pazziů

Kaple byla vybudována na východní straně prvního klášterního dvora (ambitu) Filippem Brunelleschim a jeho následovníky. Kapli vyzdobil Luca della Robbia terakotovými 12 apoštoly a čtyřmi evangelisty.

## Museo dell'Opera di Santa Croce
V bývalém refektáři jsou vystaveny malby a sochy náboženského charakteru.

### Freska Taddea Gaddiho
Tato freska na čelní stěně refektáře z roku 1340 byla přemístěna na plátno. Zobrazuje rodokmen Ježíše Krista a jeho poslední večeři. Rodokmen vychází z díla Lignum vitae svatého Bonaventury.

### Svatý Ludvík z Toulouse
Pozlacená bronzová socha od Donatella vytvořená v letech 1421 až 1425 měří 226 cm. Zakázku zadala Parte Guelfa.

### Krucifix od Cimabua

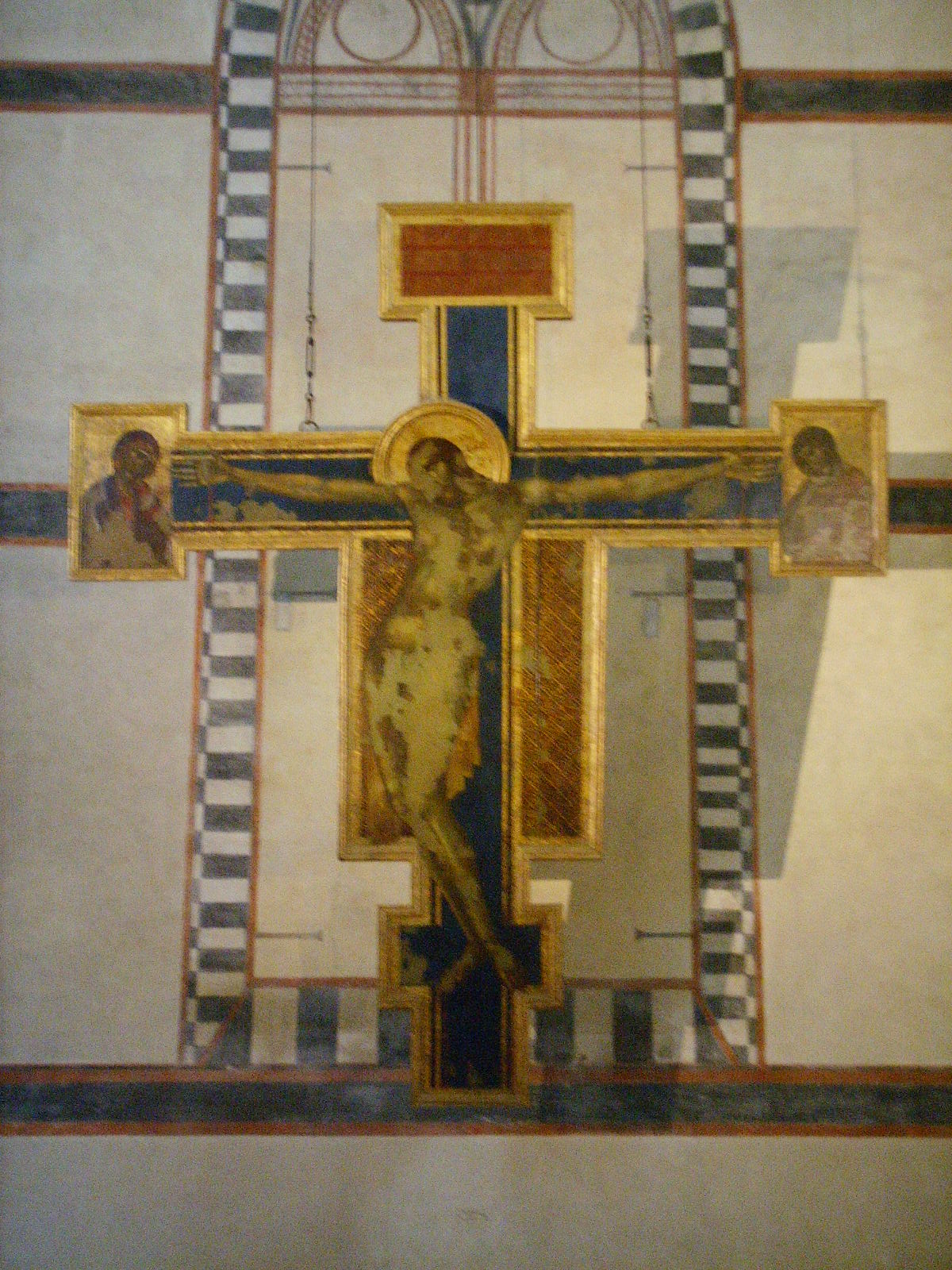

Při záplavách roku 1966 částečně poškozený krucifix (olej na dřevě) o rozměrech 448 x 390 cm namaloval Cimabue kolem roku 1290. Na díle je patrný vliv byzantského umění.